# Сёстры Резахановы
Зи́та Раши́довна Резаха́нова (19 октября 1991 — 29 октября 2015) и Ги́та Раши́довна Резаха́нова (род. 19 октября 1991) — сиамские близнецы из Кыргызстана, по происхождению лезгинки, успешно разделенные в результате хирургической операции в 2003 году.
Зита Резаханова скончалась в 2015 году после тяжёлой болезни.

## Биография
Зита и Гита родились 19 октября 1991 года в селе Западное в Киргизии, в 20 км от Бишкека в семье Зумрият и Рашида Резахановых. Девочек назвали по именам главных персонажей популярного индийского фильма. До рождения сестёр у пары уже родились сын и дочь, которые были без каких-либо физических отклонений. Резахановым было предложено отказаться от дочерей, но они на это не решились. Однако, чтобы справиться с перенесённым стрессом, Зумрият и Рашид рискнули завести ещё одного ребёнка и родили ещё одну девочку — как и её старшие брат и сестра, она тоже родилась без каких-либо отклонений.

### Операция
История получила известность в российских СМИ после 2003 года, когда российские медики в Центральной детской клинической больнице имени Филатова в Москве провели успешную операцию по разделению сестёр. Особенность операции состояла в том, что Резахановы — ишиопаги, так же как и сёстры Кривошляповы. Это довольно редкая разновидность сиамских близнецов (около 6 % от их общего числа). Они имели три ноги на двоих и общий таз, который нужно было разделить. Недостающую ногу заменил протез. Девочки провели в Москве 3 года. Несмотря на попытки матери получить для них российское гражданство, девочки вернулись в Кыргызстан.

### После операции
В 2010 году на адрес Резахановых пришло письмо от администрации президента России Д. А. Медведева, в котором говорилось, что после окончания 9 классов Зита и Гита без экзаменов будут приняты в московское медицинское училище и смогут учиться в нём бесплатно. Однако попытки матери добиться поступления в училище не увенчались успехом.
В начале 2012 года президент Чеченской республики Рамзан Кадыров выделил средства на лечение Зиты и Гиты.
Они несколько раз участвовали в шоу Андрея Малахова «Пусть говорят», последний раз прилетев туда из Кыргызстана 12 марта 2013 года для участия в выпуске, посвящённом им самим. В эфире передачи «Пусть говорят» от 12 марта сёстры Резахановы выразили желание посетить мечеть имени А. Кадырова в Грозном, и в этот же день Глава ЧР отправил им приглашение.
19 марта Пресс-служба Главы и Правительства Чеченской Республики сообщила о том, что Зита и Гита прибыли в Грозный. В аэропорту их встречали муфтий Чечни Султан Мирзаев, директор Департамента по связям с религиозными и общественными организациями Чечни Бай-Али Тевсиев, а также активистки женского клуба «Иман». Затем сёстры с мамой и сопровождающими их лицами отправились на экскурсию в город.

### Болезнь и смерть Зиты
В дальнейшем Зита стала испытывать серьёзные проблемы со здоровьем. С июня 2013 года она находилась в стационаре под постоянным наблюдением врачей. Тринадцать месяцев девушка пролежала в различных клиниках Москвы, а впоследствии вернулась на родину и находилась в бишкекской клинике. Зита полностью ослепла на один глаз, вторым глазом видела очень плохо, в то время как у Гиты состояние здоровья оставалось стабильным. 29 октября 2015 года на 25-м году жизни Зита Резаханова умерла в доме родителей в селе Военно-Антоновка. Причиной смерти стала полиорганная недостаточность, по сообщению пресс-службы министерства «список болезней едва умещался на листе формата А4».

### После смерти Зиты
В 2016 году Гита Резаханова получила российское гражданство, чтобы проходить беспрепятственно лечение в российских клиниках. Училась в мусульманском колледже в городе Оше (Киргизия). В 2018 году завершила заучивание наизусть Корана и получила звание хафиза.  В 2017 году Гите был диагностирован рак толстой кишки.